# План Моргентау

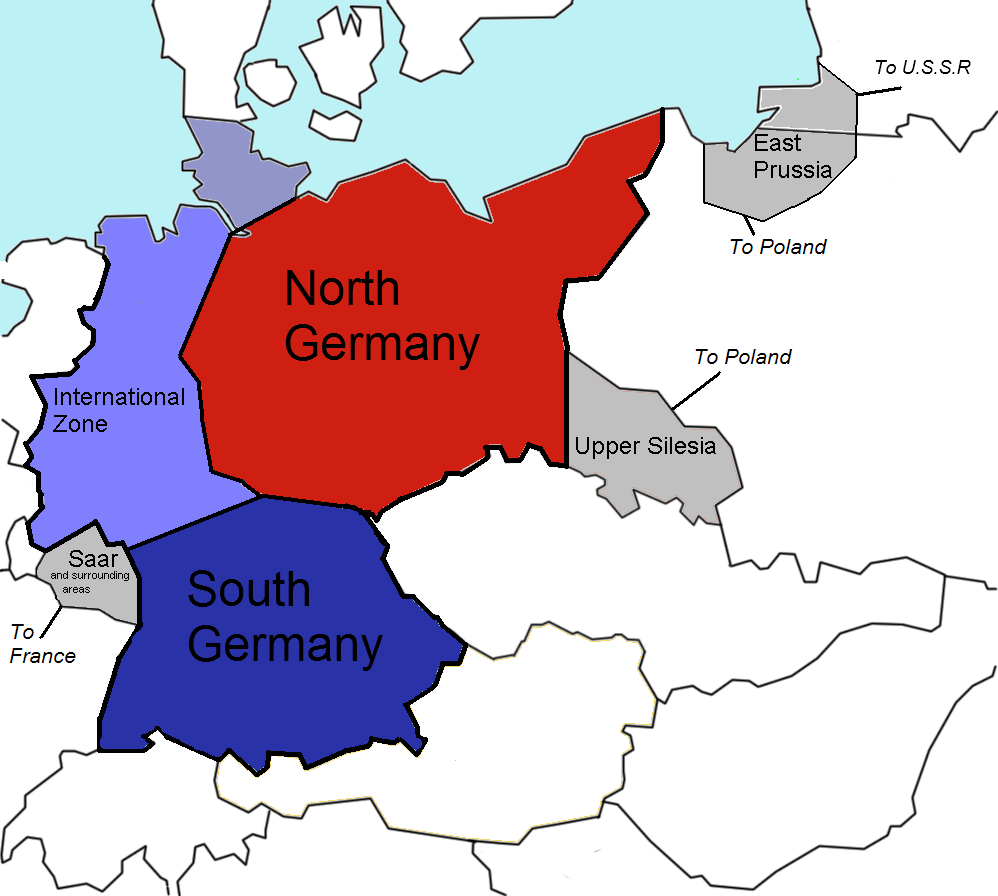
План розчленування Німеччини на Північну та Південну держави, а також Міжнародну зону. Області сірого кольору відходять під контроль Франції, Польщі та СРСР

«План Моргентау» (англ. Morgenthau Plan), «Програма запобігання розв'язування Німеччиною 3-ї світової війни» — програма післявоєнного перетворення Німеччини, запропонована міністром фінансів США Генрі Моргентау. Передбачав розчленування Німеччини, перехід важливих промислових районів під міжнародний контроль, ліквідацію важкої промисловості, демілітаризацію та перетворення Німеччини в аграрну країну.
Запропонований у вересні 1944 на 2-й квебекській конференції, в якій брали участь Вінстон Черчилль та Франклін Рузвельт. На конференції підписаний меморандум, згідно з яким Німеччина повинна була стати переважно аграрною країною. Деталі стали відомі пресі, і план зазнав гострої критики в США та Британії. Цим скористалося міністерство пропаганди Геббельса, який заявив, що «єврей Моргентау» хоче перетворити Німеччину у величезне картопляне поле. Газета «Фелькішер Беобахтер» вийшла із заголовком «Рузвельт та Черчілль погодилися з єврейським убивчим планом».
План (у модифікованому від початкової версії вигляді) впроваджувався після війни протягом 1945—1946, але призвів до погіршення соціально-економічного становища в Німеччині. Оскільки в цьому швидко розгледіли гуманітарну катастрофу та загрозу реваншистських настроїв (недопущення реваншизму — головна мета плану), у підсумку план Моргентау був відхилений. Одразу був розроблений план Маршалла, впровадження якого почалося в 1947 році. План Маршалла, на відміну від плану Моргентау, стосувався більшості країн Західної Європи, що постраждали у війні (його метою було відновлення економіки європейських країн), але в нього була включена і Німеччина (фактично, лише частина, що була під контролем Великої Британії та США).